# ザイナル・アビディン・ハッサン
ダトゥ・ザイナル・アビディン・ハッサン・ビン・アリ（マレー語: Datuk Zainal Abidin Hassan bin Ali、1961年11月9日 - ）は、マレーシアの元サッカー選手、現サッカー指導者。元サッカーマレーシア代表、元フットサルマレーシア代表。現役時代のポジションはFW。
80年代から90年代にかけてのマレーシア有数のサッカー選手で、ダラー・サラーとの連携でよく知られていた。

## 概要
1980年にセランゴールFAでサッカー選手となった。セランゴールFAではモクタル・ダハリ、R.アルムガム、ソ・チン・アンといった伝説的なプレーヤーと共にプレイした。
1987年にダラー・サラーが移籍してくると、セランゴールFAとパハンFA双方でタッグを組み活躍、マレーシアカップの制覇にも貢献した。

## 代表歴
ダラー・サラーとの連携はクラブに止まらず代表でも強力であった。彼らは共に東南アジア競技大会やムルデカ大会に出場した。
1996 タイガーカップではMVPに輝いた。その3年後にはFIFAセンチュリークラブに登録された。
また、フットサルマレーシア代表としても出場経験があり、1996 FIFAフットサル世界選手権に出場している。

## 監督歴
1999年にサッカー選手を引退し、2001年にマレーシアのアンダー代表の監督となった。2002年にはシニアチームのアシスタントコーチに就任した。その後、パハンFAの監督を務め、マレーシア・スーパーリーグを制覇した。2006年にはピアラFAマレーシアの制覇にも貢献した。
パハンFAとの契約が終了すると、ダラー・サラーと共にシャーザン・ムダFCのスタッフを監督とコーチという立場で務めた。
2011年には再びパハンFAにアシスタントマネージャーとして戻り、この時はダラー・サラーがヘッドコーチであった。2013年末にパハンFAがマレーシアカップを21年ぶりに制する時までこの関係は続いた。この成績によってダラー・サラーはPDRM FAに移籍し、新監督としてロン・スミスが就任し、アシスタントヘッドコーチとなった。しかし2014年3月にスミスの契約が更新されなかったため、ヘッドコーチとなった。

## 人物
彼の父親はケニアの血筋である。また、彼の息子のモハマド・ザイザ・ザイナル・アビディンもサッカー選手である。
また、シャー・アラムでレストランを経営している。

## タイトル

### 選手

#### クラブ
セランゴールFA
- マレーシア・スーパーリーグ: 1980,1989,1990
- マレーシア・プレミアリーグ

準優勝:1999
- マレーシアカップ: 1981,1982,1986,1997

準優勝:1980
- ピアラFAマレーシア: 1991,1997

準優勝:1990
- プレジデンツカップ: 1988

準優勝:1987,1999
- スルタン・ハジ・アフメド・シャー・カップ: 1985,1987,1990,1997

準優勝:1998

#### 個人
- マレーシア・スーパーリーグ得点王: 1989, 1992
- 東南アジアサッカー選手権最優秀選手: 1996

### 監督
パハンFA
- ピアラFAマレーシア: 2006, 2014
- マレーシアカップ: 2014
- スルタン・ハジ・アフメド・シャー・カップ: 2014